# Вісенте Мартин-і-Солер
Вісенте Мартін-і-Солер (ісп. Vicente Martín y Soler; 2 травня 1754, Валенсія — 11 лютого 1806, Санкт-Петербург) — іспанський композитор, працював у Італії й Австрії, останню третину життя провів у Росії.

## Біографія

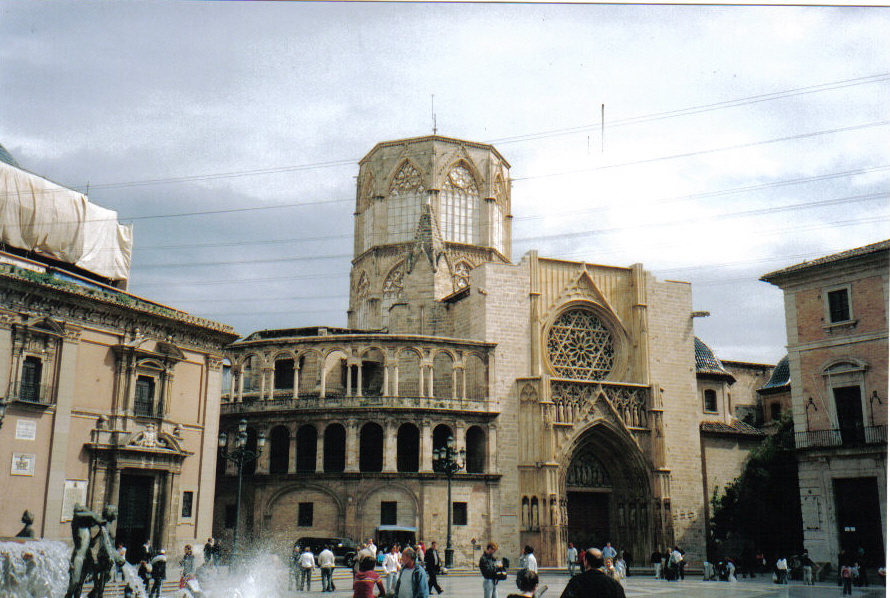
Катедральний собор у Валенсії

Син співака, дитиною співав у хорі катедрального собору Валенсії. Навчався музики в Болоньї у відомого педагога і теоретика музики, францисканця Джованні Батіста Мартіні (Падре Мартіні). З 1775 року мешкав у Мадриді, де в тому ж році дебютував оперою «Двоє скупих».

### Неапольський період
1777 року переїхав в Неаполь як придворний капельмейстер неаполітанського короля Фердинанда IV. Його опери («Іфігенія в Авліді», 1779; «Андромаха», 1780, лібрето Апостоло Дзено; «Гіпермнестра», 1780, лібрето Метастазіо; «Партенопа», 1782, лібрето Метастазіо) з успіхом ставилися в різних містах Італії.

### Віденський період
У 1785 році на запрошення подружжя іспанського посла переїхав до Відня до двору імператора Йосифа II. Написав там кілька комічних опер на лібрето Лоренцо да Понте, що мали величезний успіх («Рідкісна річ», 1786, за п'єсою Луїса Велеса де Гевари; «Древо Діани», 1787 й ін.). Познайомився із Сальєрі і Моцартом; Моцарт процитував його «Рідкісну річ» у другій дії опери «Дон Жуан».

### Петербурзький період
1788 року був запрошений імператрицею Катериною II в Росію і до своєї смерті мешкав і працював в Петербурзі. Тут він написав опери «Горебогатир Косометович» (1789, лібрето Катерини та її секретаря Олександра Храповицького), «Піснелюбство» («Меломанія», 1790, лібрето Храповицького), «Федул з дітьми» (1791, лібрето Катерини і Храповицького, музика спільно з Пашкевичем), «Сільське свято» (1798), кілька балетів («Покинута Дідона», 1792; «Амур і Психея», 1796), інші твори. В петербурзьких творах композитора збережений стиль італійської опери, але річночасно в них використані мелодії російських народних пісень.
Дружина композитора була лютеранкою, він похований на Смоленському євангелістському кладовищі Санкт-Петербурга (покинута могила була знайдена лише в 1990).

## Визнання
Написав понад 30 опер і близько 20 балетів. За життя мав славу «валенсійського Моцарта». Потім був надовго забутий. Останніми десятиліттями його твори знову стали виконуватися в Іспанії, Італії, Франції та інших країнах. Його «Рідкісну річ» у концертному варіанті показав Жорді Саваль, оперу-буфа «La capricciosa corretta» записав Крістоф Руссе зі своїм ансамблем «Les Talens Lyriques». Опера «Горебогатир Косометович» була поставлена в 2015 році в Санкт-Петербурзі в рамках фестивалю Earlymusic.